# Randbøldal
Randbøldal er en by i Sydjylland med 327 indbyggere  (2024), beliggende 12 km nord for Egtved, 11 km sydøst for Billund og 20 km vest for kommunesædet og regionshovedstaden Vejle. Byen hører til Vejle Kommune og ligger i Region Syddanmark.

## Sogne og kirker
Det meste af Randbøldal ligger i Randbøl Sogn, men bydelene Rodal og Lille Lihme hører til Nørup Sogn. Randbøl Kirke ligger ret ensomt 1½ km nordvest for byen ved Hærvejen, og Nørup Kirke ligger i Nørup 5 km nordøst for Randbøldal.

## Geografi
Randbøldal ligger i den dybe Vejle Ådal, omgivet af skovklædte skrænter. Kirken ligger oven for ådalen, hvor det fladere vestjyske landskab breder sig mod vest og i sognets sydvestlige ende fuldstændigt skifter karakter med Randbøl Hede og indlandsklitterne i Frederikshåb Plantage.

## Seværdigheder
På Randbøl kirkegård ligger den store Kong Rans Høj, og ½ km nord for kirken ligger Firhøje. På Randbøl Hede blev Randbøl-stenen fundet i 1874. Runestenen var halvt nedsunket i en sandbanke. Den blev sprængt i stykker, men er efter grundig konservering og samling opstillet på sin oprindelige plads i 1984.

### Randbøldalmuseet
Nord for byen findes Randbøldalmuseet, som har til huse i en af Danmarks første fabrikker, den herregårdsagtige Engelsholm Papirfabrik. Den blev opført i 1732 og brugte vandkraft til produktion af papir og senere tekstiler. Fabrikken blev genopbygget i 1875 efter en større brand. Museet har udstillinger om energi og stedets historie. Der er papir- og væveværksteder, hvor publikum kan prøve de gamle håndværk, når der er arrangementer. Udendørs er der vandeksperimenter, hvor man kan få føling med vandkraften. I byen ligger også en række arbejderboliger fra midten af 1800-tallet og den gamle fabriks driftslederbolig, Det Hvide Palæ.

#### Randbøldal Vævelaug
Vævelauget holder hjemme på museet hvor man kan møde dem hver onsdag i museets åbningstid. På museet væver lauget blandt andet Randbøldal viskestykket som de også sælger i museumsbutikken. 

### Frederikshåb Møllepark
Ved gården Torgunsminde begyndte en nu afdød gårdejer i 1998 at bygge en stribe modelmøller i ca. halv størrelse, op til 6 meters højde. Flere er monteret med kværn og kan male mel. Der er også et par vandmøller med fungerende vandhjul.

## Faciliteter
Skov- og idrætsinstitutionen Bøllen med vuggestue og børnehave ligger i Randbøldal. Skolebørnene går på Firehøjeskolen i Ny Nørup 4 km nordøst for Randbøldal.
Randbøldal Kro har i de senere år skiftet ejer flere gange. Den gik på tvangsauktion i foråret 2014 efter at have været lukket i knap et år. Kroen er igen til salg.

## Historie
Kartoffeltyskere kom til Randbøl Hede i 1760 for at opdyrke området.

### Jernbanen
Randbøldal fik holdeplads på Vejle-Vandel-Grindsted Jernbane, da den blev åbnet til Vandel i 1897. Det høje målebordsblad fra 1800-tallet viser foruden kirken, stationen og papirfabrikken, at der over for kirken lå en kro, den senere Randbølgård. Stationen blev anlagt ½ km syd for kirken ved et vejkryds, hvor der senere blev opført et mejeri, og den lille bebyggelse Randbøl opstod. Men den fik aldrig præg af stationsby, da den lå 1½ km nordvest for dalens spredte bebyggelse.
I 1904 beskrives Randbøl, Randbøldal og den nuværende bydel Daldover således: "Randbøl (1340: Randæbøøl), ved den dybe Vejle Aadal, med Kirke, Mølle og Jærnbanest.; Daldover med Missionshus (opf. 1894), Forsamlingshus („Randbøldal“, opf. 1899), Randbøldals Klædefabrik (40-50 Arbejdere...), Andelsmejeri og Gæstgiveri" Det lave målebordsblad fra 1900-tallet viser desuden et savværk.
Banen blev forlænget til Grindsted i 1914 og nedlagt i 1957. Stationsbygningen er bevaret på Hærvejen 45 som hjemsted for sognets ca. 50 KFUM-spejdere. 2 km syd for stationen krydser Hærvejen banens tracé, der er bevaret som vandresti knap 1 km mod sydvest gennem Frederikshåb Plantage.